# Otto Lilienthal
Otto Lilienthal (født 23. maj 1848 i Anklam, død 10. august 1896 i Berlin) var en tysk pilot, der var en pioner indenfor bemandet flyvning.
Han gennemførte over 2000 svæveflyveforsøg; hans svæveplaner mindede en del om vor tids hængeglidere.

Lilienthal blev dræbt ved et af sine mange styrt. Han leverede et væsentlig bidrag til forståelse af grundprincipper for flyvning, bl.a. ved studier af fugle.
Flughafen Berlin-Tegel bærer binavnet Otto Lillienthal til ære for ham.